# Маддалена Токко
Феодора Токко (урожд. Маддалена; XIV век — ноябрь 1429, Сантомери) — первая жена деспота Мореи Константина XI Палеолога, позже ставшего последним императором Византии.

## Происхождение
Маддалена была дочерью графа Закинфа Леонардо II Токко, и после гибели отца в 1424 году её вместе с братом усыновил дядя Карло I Токко

## Свадьба
В 1427 году в битве у Эхинад войско Токко было разбито византийским императором Иоанном VIII Палеологом. После этого итальянец отказался от Элиды и наследственных прав на Коринф и Мегары. Соглашение было подкреплено свадьбой Маддалены и младшего брата ромейского государя — Константина XI.
Брак состоялся в июле 1428 года, невеста перешла в православие и приняла имя «Феодора». Она умерла в ноябре 1429 года в Сантомери, родив мертворождённую дочь. Супругу Константина похоронили в Мистре.